# Centre Grand quartier
Le centre Grand Quartier est un centre commercial géré par un GIE de commerçants indépendants et situé à Saint-Grégoire, près de la rocade de Rennes en Bretagne, France.
Inauguré en 1973, le centre Grand Quartier est une des plus grandes galerie marchande de Bretagne avec une supercifie commerciale de 40 000 m², derrière le centre Alma. Depuis novembre 2017, elle comporte 112 enseignes, avec une grande surface, 10 points de restauration et un espace de jeux pour enfants.

## Situation et accès
Le centre commercial est situé sur au sud de la commune de Saint-Grégoire, en Ille-et-Vilaine (Bretagne). Il est à la frontière avec la commune de Rennes, et bordé par :
- Au Nord par la rocade de Rennes et la route nationale 137 donnant un accès direct au nord du département ;
- À l'Est par la zone commerciale Leclerc Nord ;
- Au Sud-Ouest par le quartier Villejean - Beauregard ;

En plus des accès routier via sa proximité avec la rocade, le centre est accessible en bus par les lignes C4, 12, 14 et 78 du réseau STAR.

## Histoire
En 1968, Jean Paillusseau, ancien professeur à la faculté de droit, Gérard Tronel (technicien de la chambre de commerce, ainsi qu'une douzaine de commerçants ont l'idée de faire construire un centre commercial au nord de Rennes.
A l'origine, Jean Paillusseau et Gérard Tronel, souhaitaient s'allier avec le Groupe Decré exploitant de l'hypermarché Record. Ce projet n'a pas pu aboutir en raison de l'opposition du maire de Rennes, Henri Fréville. Ce dernier a préféré soutenir un autre projet dans le sud de Rennes, le centre Alma.
Finalement les deux hommes se tournent vers Joël Suignard propriétaire de la société HyperOuest, elle même propriétaire de l'hypermarché Montréal. Les trois hommes trouvent un compromis, et le Groupement d'intérêt économique Grand Quartier est constitué le 15 octobre 1971, sous la dénomination Centre commercial Montréal.
Le centre ouvre ses portes le 11 avril 1973 avec 30 magasins, sous le nom de Centre commercial Montréal. La surface de la galerie est alors d'environ 6 000 m2,.
En 1974, le Groupe Suignard cède le contrôle de la société HyperOuest à la société Hyperallye (membre du Groupe Rallye, lui même contrôlé par la famille Cam). Le 13 mai 1975, le GIE s'appelle désormais le Centre Commercial Rallye.
En 1981, une première extension a lieu, et 22 nouveaux magasins s'installent dans le centre sur 1 800 m2 de surface commerciale.
En 1988, 24 nouvelles boutiques ainsi qu'une cafétéria rénovée de 350 places voient le jour. Pour les accueillir, le centre s'accroît sur 2 800 m2et est composé de 75 magasins.
Le 7 mars 1989, la dénomination du GIE devient: Centre commercial Grand Quartier. Les anciennes dénominations successives de GIE Montréal et Centre Commercial Rallye, ont été retenues à une époque ou l'enseigne de l'hypermarché possédait un fort pouvoir d'attraction. Mais, au fil des ans, la galerie marchande a acquis un même pouvoir d'attraction. Il est alors devenu indispensable d'identifier le Centre commercial comme une entité commerciale d'ensemble regroupant une diversité d'enseignes conservant leur identité propre[réf. nécessaire].
À la suite d'opérations complexes, les activités du Groupe Rallye ont été reprises par le groupe Casino au moyen de la fusion absorption de la société Hyperallye par la société Casino.
En 1999, de nouveaux travaux sont entrepris dans la galerie. 1 175 m2, viennent s'ajouter aux 8 800 m2 déjà existants. La galerie s'étend désormais sur une surface de 10 000 m2, et compte 80 magasins.
En 2011, une extension du centre commercial a lieu pour porter sa surface à 34 000 m2 avec 12 nouvelles enseignes, en projetant une seconde extension dans les années suivantes. L'urbanisation du quartier Beauregard, qui voit arriver 10 000 habitants supplémentaires, augmente la fréquentation du centre. En 2017, cette nouvelle tranche de travaux amène le centre à une surface commerciale de 40 000 m2, y intégrant 22 nouveaux magasins, portant le total à 112 commerces et services. Une nouvelle entrée avec un parvis, côté Sud-Ouest, est créée afin de s'ouvrir au quartier Beauregard,.

### Magasin alimentaire
En 2019, le groupe Casino est en difficulté économique et cède ses magasins les moins rentables, dont celui du centre Grand Quartier d'une surface de 10 000 m2. Le supermarché alimentaire est repris par Yannick Kervarrec pour 23 millions d'euros, déjà propriétaire de l'hypermarché E.Leclerc voisin de quelques centaines de mètres. Cette reprise pose des problèmes de monopoles, avec une domination des centre Leclerc sur la zone de chalandise. La reprise est toutefois validée, pour faire un nouveau concept de supermarché à forte dominance bio,. Ce concept ne trouve cependant pas son public et ferme deux ans plus tard. La surface alimentaire est alors repris par Super U, peu présent dans la région, et ouvre en mars 2022,.